# Aphnaeus williamsi
Aphnaeus williamsi är en fjärilsart som beskrevs av Robert H. Carcasson 1964. Aphnaeus williamsi ingår i släktet Aphnaeus och familjen juvelvingar. Inga underarter finns listade i Catalogue of Life.